# Knightsbridge (Londons tunnelbana)
Knightsbridge är en tunnelbanestation under gatan Knightsbridge i Londons tunnelbana nära kända varuhuset Harrods. Stationen som trafikeras av Piccadilly line öppnades år 1906 och används av många turister som besöker Harrods.

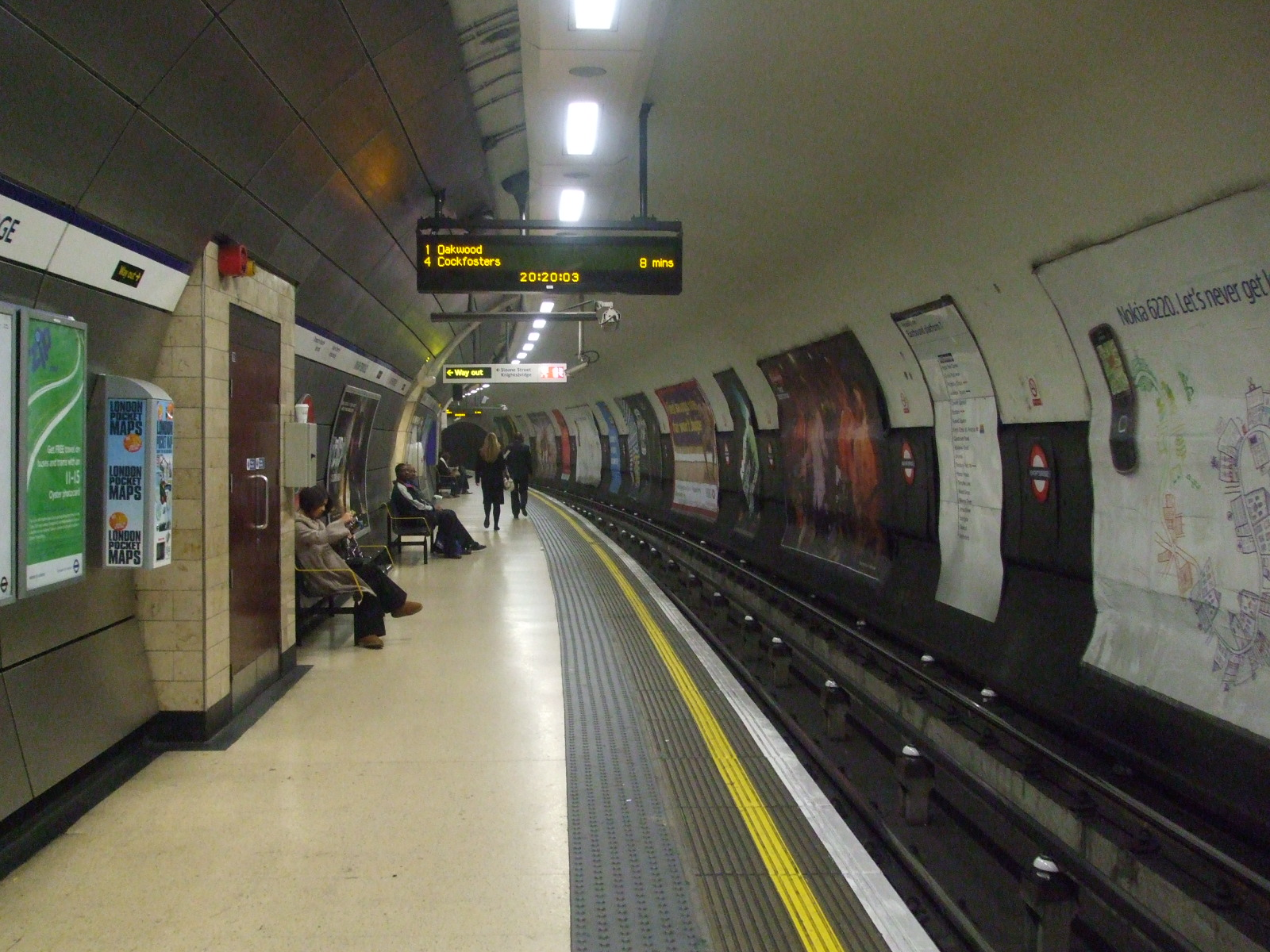
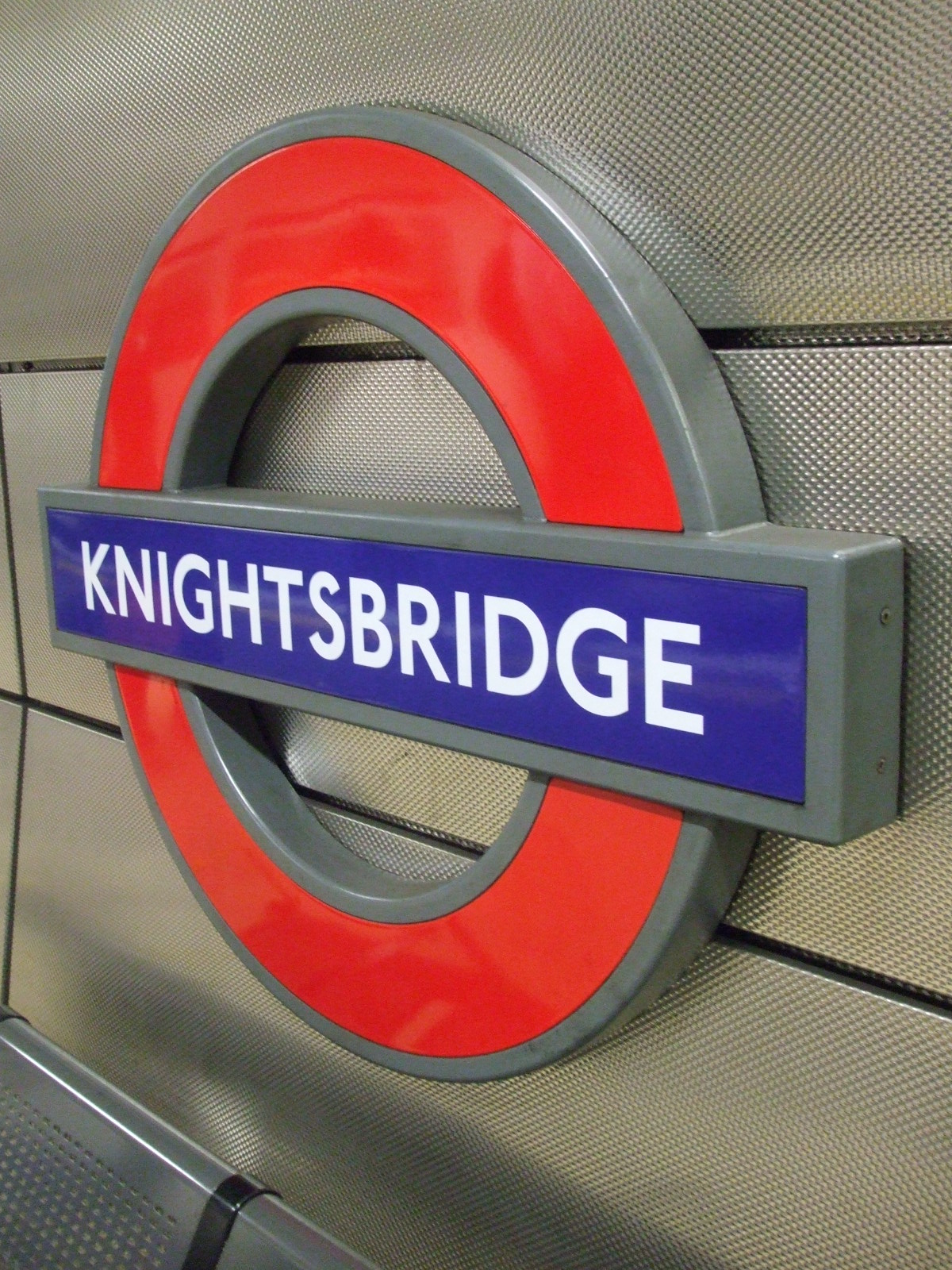
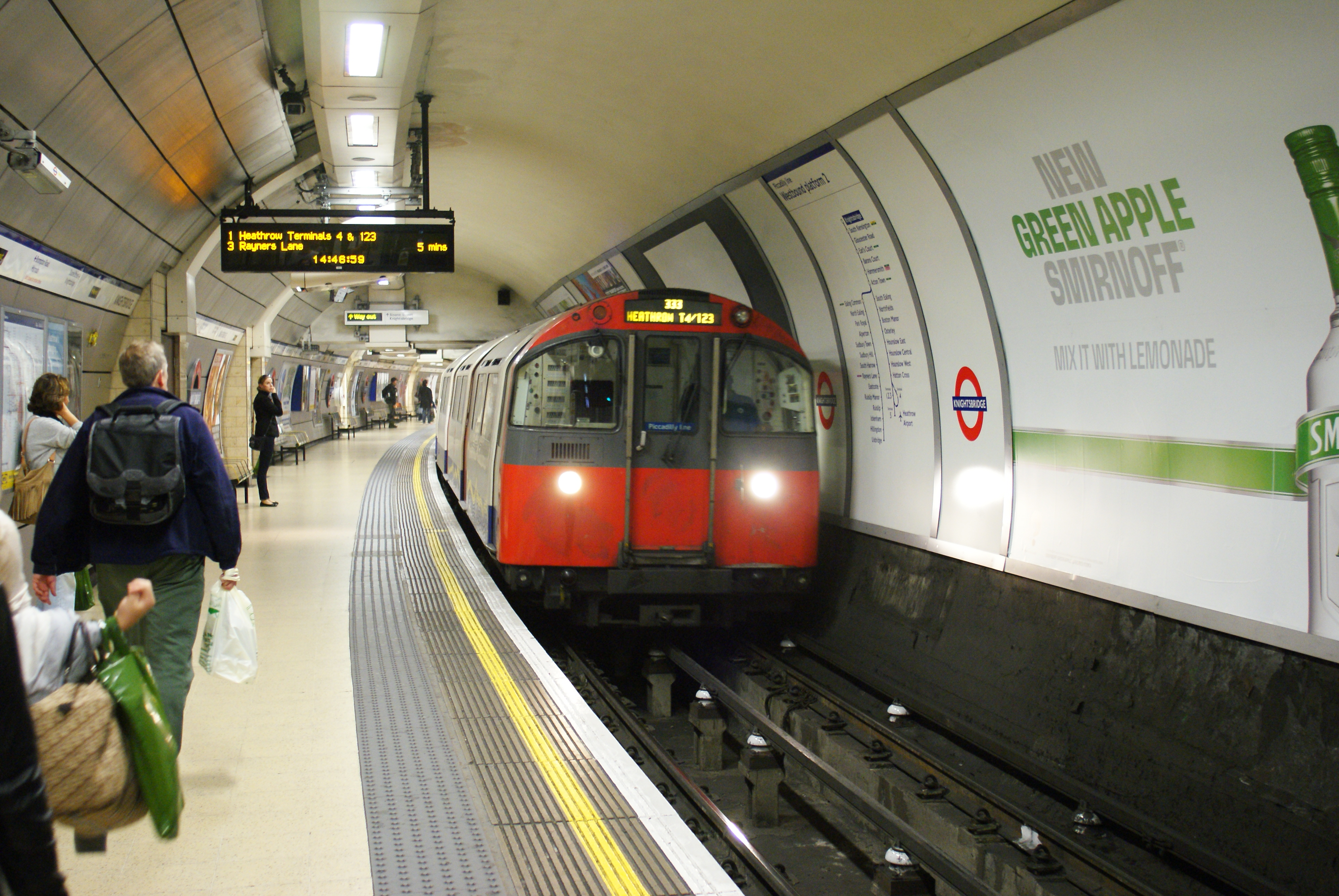
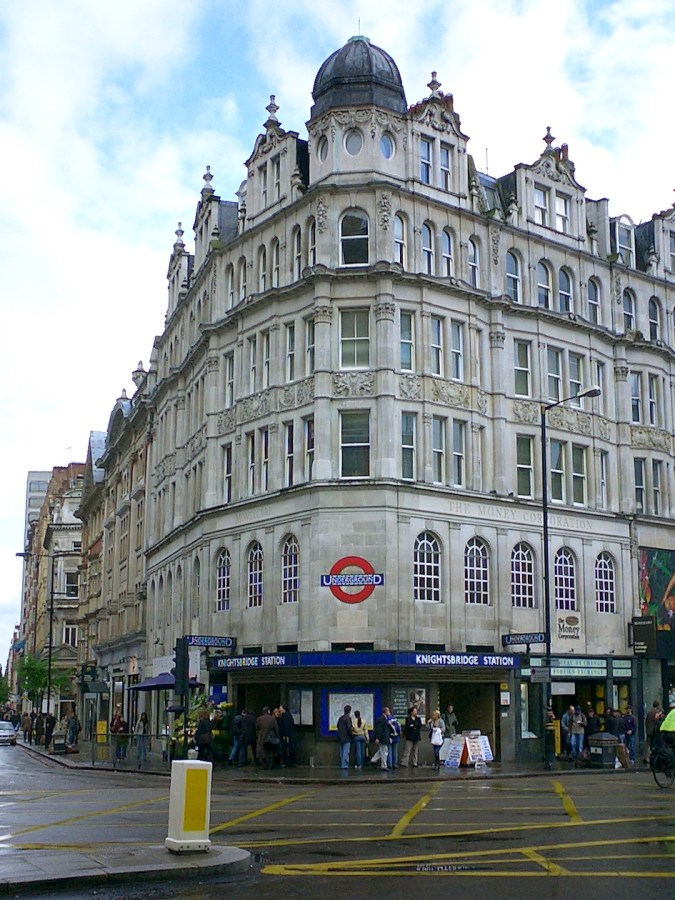

- Wikimedia Commons har media som rör Knightsbridge (London Underground).